# Iris Kensmil
Iris Kensmil (nascida em 1970, Amsterdão) é uma artista neerlandesa descendente de surinamenses. Em 1996, ela se graduou na Academia Minerva ,em Groninga. Em 2017, Kensmil participou de uma exposição chamada Zwart en Revolutionair (Preto e Revolucionário) nos Black Archives em Amesterdão. Seu trabalho foi incluído na Venice Biennale de 2019.